# Azorella polaris
Azorella polaris är en växtart i släktet Azorella och familjen flockblommiga växter.
Arten är en perenn som förekommer på Antipodöarna och Macquarieön söder om Nya Zeeland. Den beskrevs av Jacques Bernard Hombron och Nikolaus Joseph von Jacquin och fick sitt nu gällande namn av Gregory M. Plunkett och Antoine N. Nicolas.